# Жереспея
Жереспея — река в России, протекает по территории Духовщинского и Смоленского районов Смоленской области. Правый приток Каспли.
Длина реки — 81 км, площадь водосборного бассейна — 576 км². Исток в деревне Басино на западном склоне Духовщинской возвышенности. Направление течения: юг, потом запад. Впадает в Касплю у деревни Бор севернее села Каспля. Возле устья создан рыбопитомник. Притоки: правые: Ополенка; левые: Сосенка и Лущенка. Русло извилистое, заболоченное.
Считается, что река являлась частью речного пути «из варяг в греки».
На правом берегу Жереспеи, в 1 км севернее деревни Кислая Смоленского района, находится курганная группа (14 курганов), где был найден клад с арабским серебряными монетами и датским полубрактеатом с острова Хедебю (ок. 825 года). В 500 метрах от Кислой находится городище днепро-двинских племён I тысячелетия до н. э.